# Ignacy Zboiński
Ignacy Antoni Zboiński herbu Ogończyk (zm. 25 lutego 1796) – marszałek Trybunału Głównego Koronnego w 1756 roku, wojewoda płocki 1791–1795, kasztelan płocki 1756–1777, chorąży dobrzyński 1752–1756, stolnik dobrzyński 1744–1752, członek konfederacji radomskiej ziemi dobrzyńskiej w 1767 roku, starosta mszański w 1771 roku, porucznik chorągwi pancernej kuchmistrza koronnego Gozdzkiego w Pułku Hetmana Wielkiego Koronnego w 1760 roku. 

## Życiorys
Poseł na sejm nadzwyczajny 1750 roku z ziemi dobrzyńskiej. 7 maja 1764 roku podpisał manifest, uznający odbywający się w obecności wojsk rosyjskich sejm konwokacyjny za nielegalny. Był elektorem Stanisława Augusta Poniatowskiego w 1764 roku z województwa płockiego.
Członek konfederacji Andrzeja Mokronowskiego w 1776 roku. Był członkiem konfederacji Sejmu Czteroletniego.

## Odznaczenia
W 1760 odznaczony Orderem Orła Białego, w 1777 został kawalerem Orderu Świętego Stanisława.